# Blot-l’Église
Blot-l’Église ist eine französische Gemeinde mit 441 Einwohnern (Stand 1. Januar 2022) im Département Puy-de-Dôme in der Region Auvergne-Rhône-Alpes (vor 2016 Auvergne). Sie gehört zum Arrondissement Riom und zum Kanton Saint-Georges-de-Mons (bis 2015 Combronde).

## Geographie
Blot-l’Église liegt etwa 24 Kilometer nordnordwestlich von Riom und etwa 30 Kilometer nordnordwestlich von Clermont-Ferrand am Sioule. Umgeben wird Blot-l’Église von den Nachbargemeinden Lisseuil und Saint-Rémy-de-Blot im Norden, Saint-Pardoux im Nordosten, Saint-Hilaire-la-Croix im Osten, Charbonnières-les-Vieilles im Südosten, Saint-Angel im Süden, Châteauneuf-les-Bains im Westen und Südwesten sowie Ayat-sur-Sioule im Nordwesten.

## Bevölkerungsentwicklung
| Jahr                       | 1962 | 1968 | 1975 | 1982 | 1990 | 1999 | 2006 | 2013 |
| Einwohner                  | 604  | 525  | 475  | 451  | 392  | 357  | 386  | 383  |
| Quellen: Cassini und INSEE |      |      |      |      |      |      |      |      |

## Sehenswürdigkeiten
- Kirche
- Schloss Blot aus dem 16. Jahrhundert